# Torneo del Interior 2005
El Torneo del Interior 2005 fue la primera temporada de éste certamen para clubes indirectamente afiliados a la AFA.
Sus 187 clubes participantes se incorporaron como ganadores de sus respectivas ligas regionales, más a veces los que terminan en segunda o tercera posición son los que clasifican ha dicho torneo federal por la cantidad de participantes en la máxima categoría de la liga, por deserción del ganador o porque este último ya compita en uña categoría superior.
El torneo otorgó dos ganadores, que ascendieron al Torneo Argentino B 2005/06; con posibilidad de ascender al Torneo Argentino A 2005/06, siendo la primera vez que equipos de quinta categoría tienen la posibilidad de ascender 2 categorías en una misma temporada.

## Formato
Primera fase
Fase de grupos:
Los 187 equipos participantes se dividieron en 48 zonas de 3 (5 zonas) y 4 (43 zonas) equipos cada una, dependiendo de su cercanía geográfica; donde se enfrentaron entre ellos a partidos de ida y vuelta. Clasificaron a la fase de play off los segundos de cada grupo y los 16 mejores terceros de las zonas de cuatro equipos; mientras que los ganadores de grupo clasificaron a la fase de campeonato.
Segunda fase
Fase de play-off
- Primera fase de play-off

Los 64 equipos fueron ordenados en 16 llaves de 4 equipos; a su vez sub-divididas en enfrentamientos de 2 equipos cada una donde jugaron partidos de ida y vuelta. Se proclamó ganador de la llave a aquel equipo que obtuviese la mayor cantidad de puntos en ambos partidos, de no ser así, aquel que obtuviese mayor cantidad de goles a favor, o mediante la vía de los penales, y se enfrentaría contra el otro equipo ganador dentro de la misma llave.
- Segunda fase de play-off

Los 32 equipos continuaron en sus respectivas llaves donde se enfrentaron a partidos de ida y vuelta. Se utilizó el mismo criterio que la fase anterior para proclamar al ganador de la llave. Los ganadores clasificaron a la Fase de campeonato.
Fase de campeonato:
Los 48 (cuarenta y ocho) equipos ganadores de grupo, sumados a los 16 (dieciséis) equipos provenientes de la Fase de play-offs fueron ordenados en 4 grupos de 8 llaves cada uno, donde se utilizó el mismo criterio que en la fase de play-offs para proclamar al ganador de cada fase.

Los equipos que ganasen cada grupo serían los que jugarían las finales para ascender al Torneo Argentino B de la temporada siguiente.
Ascensos:
Los ganadores de la fase campeonato ascendían al Torneo Argentino B; mientras que los subcampeones disputaban una serie de promoción contra 2 (dos) equipos provenientes del Torneo Argentino B.
Por una reestructuración del Torneo Argentino A, los dos equipos ganadores de la Fase campeonato tuvieron una chance de ascender al mismo.

## Equipos participantes

### Distribución geográfica de los equipos
| Región                           | Equipos |
| -------------------------------- | ------- |
| Provincia de Buenos Aires        | 52      |
| Provincia de Catamarca           | 5       |
| Provincia del Chaco              | 10      |
| Provincia del Chubut             | 4       |
| Provincia de Córdoba             | 13      |
| Provincia de Corrientes          | 9       |
| Provincia de Entre Ríos          | 10      |
| Provincia de Formosa             | 5       |
| Provincia de Jujuy               | 6       |
| Provincia de La Pampa            | 4       |
| Provincia de La Rioja            | 4       |
| Provincia de Mendoza             | 5       |
| Provincia de Misiones            | 9       |
| Provincia del Neuquén            | 3       |
| Provincia de Río Negro           | 5       |
| Provincia de Salta               | 9       |
| Provincia de San Juan            | 2       |
| Provincia de San Luis            | 4       |
| Provincia de Santa Cruz          | 4       |
| Provincia de Santa Fe            | 16      |
| Provincia de Santiago del Estero | 5       |
| Provincia de Tierra del Fuego    | 0       |
| Provincia de Tucumán             | 3       |
| Total                            | 187     |

### Zonas
| Zona    | Club                                      | Ciudad                   | Provincia           | Liga de Origen                                   |
| ------- | ----------------------------------------- | ------------------------ | ------------------- | ------------------------------------------------ |
| Zona 1  | Independiente                             | Río Gallegos             | Santa Cruz          | Liga de fútbol Sur                               |
| Zona 1  | S. y D. Lago Argentino                    | El Calafate              | Santa Cruz          | Liga de fútbol Sur                               |
| Zona 1  | Sportivo Santa Cruz                       | Puerto Santa Cruz        | Santa Cruz          | Liga de Fútbol Centro                            |
| Zona 2  | Estrella del Sur                          | Caleta Olivia            | Santa Cruz          | Liga de Fútbol Norte                             |
| Zona 2  | Club Deportivo y Cultural Alumni          | Puerto Madryn            | Chubut              | Liga de fútbol Valle del Chubut                  |
| Zona 2  | Comisión de Actividades Infantiles        | Trelew                   | Chubut              | Liga de fútbol Valle del Chubut                  |
| Zona 2  | Defensores de la Ribera                   | Rawson                   | Chubut              | Liga de fútbol Valle del Chubut                  |
| Zona 3  | Social y Cultural General San Martín      | Esquel                   | Chubut              | Liga de fútbol del Oeste del Chubut              |
| Zona 3  | Arco Iris                                 | Bariloche                | Río Negro           | Liga de fútbol de Bariloche                      |
| Zona 3  | Cruz del Sur                              | Ñirihuau                 | Río Negro           | Liga de fútbol de Bariloche                      |
| Zona 3  | Don Bosco                                 | Zapala                   | Neuquén             | Liga de Fútbol del Neuquén                       |
| Zona 4  | Independiente                             | Neuquén                  | Neuquén             | Liga de Fútbol del Neuquén                       |
| Zona 4  | Atlético Villa Iris                       | Neuquén                  | Neuquén             | Liga de Fútbol del Neuquén                       |
| Zona 4  | Unión Deportiva Catriel                   | Catriel                  | Río Negro           | Liga Deportiva Confluencia                       |
| Zona 4  | Argentinos del Norte                      | General Roca             | Río Negro           | Liga Deportiva Confluencia                       |
| Zona 5  | Independiente                             | Río Colorado             | Río Negro           | Liga de fútbol de Río Colorado                   |
| Zona 5  | Tiro Federal                              | Bahía Blanca             | Buenos Aires        | Liga del Sur (Bahía Blanca)                      |
| Zona 5  | Bella Vista                               | Bahía Blanca             | Buenos Aires        | Liga del Sur (Bahía Blanca)                      |
| Zona 5  | San Lorenzo de Barrio Lindo               | Carmen de Patagones      | Buenos Aires        | Liga Rionegrina de fútbol                        |
| Zona 6  | Atlético Palmira                          | Palmira                  | Mendoza             | Liga Mendocina de fútbol                         |
| Zona 6  | Deportivo Maipú                           | Maipú                    | Mendoza             | Liga Mendocina de fútbol                         |
| Zona 6  | San Martín                                | Monte Comán              | Mendoza             | Liga Sanrafaelina de Fútbol                      |
| Zona 6  | Sport Club Argentino                      | General Alvear           | Mendoza             | Liga Alvearense de fútbol                        |
| Zona 7  | Atl. Macachín                             | Macachín                 | La Pampa            | Liga Cultural de fútbol                          |
| Zona 7  | Ferrocarril Oeste                         | Intendente Alvear        | La Pampa            | Liga Pampeana de Fútbol                          |
| Zona 7  | Ferrocarril Oeste                         | General Pico             | La Pampa            | Liga Pampeana de Fútbol                          |
| Zona 7  | La Maruja                                 | La Maruja                | La Pampa            | Liga Pampeana de Fútbol                          |
| Zona 8  | Deportivo Guaymallén                      | Rodeo de la Cruz         | Mendoza             | Liga Mendocina de fútbol                         |
| Zona 8  | Unión                                     | Villa Krause             | San Juan            | Liga Sanjuanina de fútbol                        |
| Zona 8  | Sportivo Árbol Verde                      | Concepción               | San Juan            | Liga Sanjuanina de fútbol                        |
| Zona 8  | Huracán                                   | San Luis                 | San Luis            | Liga Sanluiseña de fútbol                        |
| Zona 9  | Atlético Defensores del Oeste             | San Luis                 | San Luis            | Liga Sanluiseña de fútbol                        |
| Zona 9  | General San Martín                        | Villa Mercedes           | San Luis            | Liga de fútbol de Mercedes                       |
| Zona 9  | Jorge Newbery                             | Villa Mercedes           | San Luis            | Liga de fútbol de Mercedes                       |
| Zona 9  | Atlético San Basilio                      | San Basilio              | Córdoba             | Liga Regional de fútbol de Río Cuarto            |
| Zona 10 | Defensores de la Boca                     | La Rioja                 | La Rioja            | Liga Riojana de Fútbol                           |
| Zona 10 | Andino Sport Club                         | La Rioja                 | La Rioja            | Liga Riojana de Fútbol                           |
| Zona 10 | San Buenaventura                          | Vichigasta               | La Rioja            | Liga Chileciteña de fútbol                       |
| Zona 10 | Atlético Anguinán                         | Anguinán                 | La Rioja            | Liga Chileciteña de fútbol                       |
| Zona 11 | San Luis                                  | Belén                    | Catamarca           | Liga Belenista de fútbol                         |
| Zona 11 | Villa Cubas                               | Catamarca                | Catamarca           | Liga Catamarqueña de fútbol                      |
| Zona 11 | Juventud Unida                            | Santa Rosa               | Catamarca           | Liga Catamarqueña de fútbol                      |
| Zona 11 | San Lorenzo de Huachaschi                 | Andalgalá                | Catamarca           | Liga Andalgalense de fútbol                      |
| Zona 12 | Villa Dolores                             | Villa Dolores            | Catamarca           | Liga Chacarera de fútbol                         |
| Zona 12 | Instituto Tráfico                         | Frías                    | Santiago del Estero | Liga Cultural de fútbol de Frías                 |
| Zona 12 | Atlético Güemes                           | Santiago del Estero      | Santiago del Estero | Liga Santiagueña de Fútbol                       |
| Zona 12 | San Ramón                                 | Villa Quinteros          | Tucumán             | Liga Tucumana de Fútbol                          |
| Zona 13 | Marapa                                    | Juan Bautista Alberdi    | Tucumán             | Liga Tucumana de Fútbol                          |
| Zona 13 | Atlético Concepción                       | Banda del Río Salí       | Tucumán             | Liga Tucumana de Fútbol                          |
| Zona 13 | Central Argentino                         | La Banda                 | Santiago del Estero | Liga Santiagueña de Fútbol                       |
| Zona 13 | Sarmiento                                 | La Banda                 | Santiago del Estero | Liga Santiagueña de Fútbol                       |
| Zona 14 | Atlético Independiente                    | Hipólito Yrigoyen        | Salta               | Liga Regional de fútbol del Bermejo              |
| Zona 14 | Unión Madereros                           | General Mosconi          | Salta               | Liga Departamental de fútbol de Gral. San Martín |
| Zona 14 | Centro Rendimiento Deportivo              | San Pedro de Jujuy       | Jujuy               | Liga Regional Jujeña de fútbol                   |
| Zona 14 | San Francisco Bancario                    | Lib.Gral.San Martín      | Jujuy               | Liga Regional Jujeña de fútbol                   |
| Zona 15 | Atlético Cuyaya                           | Jujuy                    | Jujuy               | Liga Jujeña de Fútbol                            |
| Zona 15 | Atlético General Lavalle                  | Jujuy                    | Jujuy               | Liga Jujeña de Fútbol                            |
| Zona 15 | S.U.E.T.R.A.                              | Perico                   | Jujuy               | Liga Departamental de fútbol de El Carmen        |
| Zona 15 | Sportivo Rivadavia                        | El Carmen                | Jujuy               | Liga Departamental de fútbol de El Carmen        |
| Zona 16 | General San Martín                        | Salta                    | Salta               | Liga Salteña de Fútbol                           |
| Zona 16 | Atlético Cerrillos                        | Cerrillos                | Salta               | Liga de fútbol del Valle de Lerma                |
| Zona 16 | Soc. y Dep. San Isidro                    | Campo Santo              | Salta               | Liga Güemense de fútbol                          |
| Zona 17 | Gral. Güemes                              | Rosario de la Frontera   | Salta               | Liga de fútbol de Rosario de la Frontera         |
| Zona 17 | Atlético Mitre                            | Salta                    | Salta               | Liga Salteña de fútbol                           |
| Zona 17 | Deportivo La Florida                      | Cafayate                 | Salta               | Liga Calchaquí de fútbol                         |
| Zona 17 | Atlético San Bernardo                     | Coronel Moldes           | Salta               | Liga de fútbol del Valle de Lerma                |
| Zona 18 | Club Sportivo, Social y Cultural Chacra 8 | Formosa                  | Formosa             | Liga Formoseña de fútbol                         |
| Zona 18 | 17 de agosto                              | Clorinda                 | Formosa             | Liga Clorindense de fútbol                       |
| Zona 18 | Deportivo Tablita                         | Pirané                   | Formosa             | Liga Piranense de fútbol                         |
| Zona 18 | Deportivo Teo                             | Pirané                   | Formosa             | Liga Piranense de fútbol                         |
| Zona 19 | Atlético Charata                          | Las Breñas               | Chaco               | Liga de fútbol del Noroeste Chaqueño             |
| Zona 19 | Deportivo Libertad                        | Charata                  | Chaco               | Liga de fútbol del Noroeste Chaqueño             |
| Zona 19 | Deportivo Comercio                        | Santa Sylvina            | Chaco               | Asociación de fútbol del Oeste Chaqueño          |
| Zona 19 | Atlético Icaño                            | Icaño                    | Santiago del Estero | Liga Añatuyense de fútbol                        |
| Zona 20 | Defensa y Justicia                        | Formosa                  | Formosa             | Liga Formoseña de fútbol                         |
| Zona 20 | Resistencia Central                       | Resistencia              | Chaco               | Liga Chaqueña de fútbol                          |
| Zona 20 | Central Norte Argentino                   | Resistencia              | Chaco               | Liga Chaqueña de fútbol                          |
| Zona 20 | Aprendices Chaqueños                      | Presid. Roque Sáenz Peña | Chaco               | Liga Saenzpeñense de fútbol                      |
| Zona 21 | Sportivo Pampa                            | Pampa del Infierno       | Chaco               | Liga Saenzpeñense de fútbol                      |
| Zona 21 | Deportivo Alianza                         | Campo Largo              | Chaco               | Liga Saenzpeñense de fútbol                      |
| Zona 21 | Deportivo Las Garcitas                    | Las Garcitas             | Chaco               | Liga Regional de fútbol                          |
| Zona 21 | Atlético Regional                         | Resistencia              | Chaco               | Liga Chaqueña de fútbol                          |
| Zona 22 | Jorge Gibson Brown                        | Posadas                  | Misiones            | Liga Posadeña de fútbol                          |
| Zona 22 | Deportivo Conselec                        | Montecarlo               | Misiones            | Liga de fútbol de Eldorado                       |
| Zona 22 | Atlético Huracán                          | Montecarlo               | Misiones            | Liga de fútbol de Eldorado                       |
| Zona 22 | Central Iguazú                            | Puerto Iguazú            | Misiones            | Liga Regional de fútbol de Iguazú                |
| Zona 23 | Crucero del Norte                         | Garupá                   | Misiones            | Liga Posadeña de fútbol                          |
| Zona 23 | Atlético Campo Grande                     | Campo Grande             | Misiones            | Liga Posadeña de fútbol                          |
| Zona 23 | Atlético Misiones                         | Posadas                  | Misiones            | Liga Posadeña de fútbol                          |
| Zona 23 | Dep. El Soberbio                          | El Soberbio              | Misiones            | Liga Regional Obereña de Fútbol                  |
| Zona 24 | Crisol de San Martín                      | Gobernador Virasoro      | Corrientes          | Liga Santotomeña de fútbol                       |
| Zona 24 | Carlos Gallini                            | Santo Tomé               | Corrientes          | Liga Santotomeña de fútbol                       |
| Zona 24 | Atlético y Social Tuyutí                  | Apóstoles                | Misiones            | Liga Apostoleña de fútbol                        |
| Zona 24 | Sol de Mayo                               | Colonia Liebig           | Corrientes          | Liga Apostoleña de fútbol                        |
| Zona 25 | Huracán Corrientes                        | Corrientes               | Corrientes          | Liga Correntina de fútbol                        |
| Zona 25 | Sportivo Corrientes                       | Corrientes               | Corrientes          | Liga Correntina de fútbol                        |
| Zona 25 | Deportivo Barracas                        | Curuzú Cuatiá            | Corrientes          | Liga de fútbol General Belgrano                  |
| Zona 25 | Deportivo Taragüí                         | Mercedes                 | Corrientes          | Liga Mercedeña de fútbol                         |
| Zona 26 | Deportivo Puente Seco                     | Paso de los Libres       | Corrientes          | Liga Libreña de fútbol                           |
| Zona 26 | Deportivo Barracas                        | Paso de los Libres       | Corrientes          | Liga Libreña de fútbol                           |
| Zona 26 | Deportivo Talleres                        | Federal                  | Entre Ríos          | Liga Federalense de fútbol                       |
| Zona 26 | Sportivo Comercio                         | La Paz                   | Entre Ríos          | Liga Paceña de fútbol                            |
| Zona 27 | Deportivo Las Heras                       | Concordia                | Entre Ríos          | Liga Concordiense de fútbol                      |
| Zona 27 | Santa María Oro F. C.                     | Concordia                | Entre Ríos          | Liga Concordiense de fútbol                      |
| Zona 27 | Atlético Sauce                            | Colón                    | Entre Ríos          | Liga Departamental de fútbol de Colón            |
| Zona 27 | Pueblo Nuevo                              | Gualeguaychú             | Entre Ríos          | Liga de fútbol de Gualeguaychú                   |
| Zona 28 | Atlético Paraná                           | Paraná                   | Entre Ríos          | Liga Paranaense de fútbol                        |
| Zona 28 | Atlético Neuquén                          | Paraná                   | Entre Ríos          | Liga Paranaense de fútbol                        |
| Zona 28 | Club Unión Agrarios Cerrito               | Cerrito                  | Entre Ríos          | Liga de fútbol de Paraná Campaña                 |
| Zona 28 | Atlético Litoral                          | María Grande             | Entre Ríos          | Liga de fútbol de Paraná Campaña                 |
| Zona 29 | Ocampo Fábrica                            | Villa Ocampo             | Santa Fe            | Liga Ocampense de fútbol                         |
| Zona 29 | Atlético Argentino Quilmes                | Rafaela                  | Santa Fe            | Liga Rafaelina de fútbol                         |
| Zona 29 | Deportivo Independiente                   | Ataliva                  | Santa Fe            | Liga Rafaelina de fútbol                         |
| Zona 29 | Atlético San Jorge                        | San Jorge                | Santa Fe            | Liga Departamental de fútbol San Martín          |
| Zona 30 | 9 de Julio                                | Morteros                 | Córdoba             | Liga Regional de fútbol de San Francisco         |
| Zona 30 | Atlético Americano                        | Carlos Pellegrini        | Santa Fe            | Liga Departamental de fútbol San Martín          |
| Zona 30 | El Expreso                                | El Trébol                | Santa Fe            | Liga Departamental de fútbol San Martín          |
| Zona 30 | Atlético Argentino                        | San Carlos Centro        | Santa Fe            | Liga Santafesina de Fútbol                       |
| Zona 31 | Sportivo Rivadavia                        | Venado Tuerto            | Santa Fe            | Liga Venadense de fútbol                         |
| Zona 31 | Teodelina F. B. C.                        | Teodelina                | Santa Fe            | Liga Venadense de fútbol                         |
| Zona 31 | Aprendices Casildenses                    | Casilda                  | Santa Fe            | Liga Casildense de fútbol                        |
| Zona 31 | Huracán de Chabás                         | Chabás                   | Santa Fe            | Liga Casildense de fútbol                        |
| Zona 32 | Atlético Ferrocarril del Estado           | Rafaela                  | Santa Fe            | Liga Rafaelina de fútbol                         |
| Zona 32 | La Perla del Oeste                        | Recreo                   | Santa Fe            | Liga Santafesina de Fútbol                       |
| Zona 32 | Sportivo Guadalupe                        | Santa Fe                 | Santa Fe            | Liga Santafesina de Fútbol                       |
| Zona 32 | Almafuerte                                | Las Rosas                | Santa Fe            | Liga Cañadense de fútbol                         |
| Zona 33 | Com. Dep. Teniente Origone                | Justiniano Posse         | Córdoba             | Liga Bellvillense de fútbol                      |
| Zona 33 | Atlético y Biblioteca Bell                | Bell Ville               | Córdoba             | Liga Bellvillense de fútbol                      |
| Zona 33 | Leandro N. Alem                           | Villa Nueva              | Córdoba             | Liga Villamariense de fútbol                     |
| Zona 33 | Atlético Avellaneda                       | Córdoba                  | Córdoba             | Liga Cordobesa de Fútbol                         |
| Zona 34 | Atlético Universitario                    | Córdoba                  | Córdoba             | Liga Cordobesa de Fútbol                         |
| Zona 34 | Atlético Carlos Paz                       | Villa Carlos Paz         | Córdoba             | Liga Cordobesa de Fútbol                         |
| Zona 34 | Fundación San Jorge                       | Brinkmann                | Córdoba             | Liga Regional de Fútbol San Francisco            |
| Zona 35 | Sportivo 9 de Julio                       | Río Tercero              | Córdoba             | Liga Regional Riotercerense de fútbol            |
| Zona 35 | Atenas                                    | Río Cuarto               | Córdoba             | Liga Regional de fútbol de Río Cuarto            |
| Zona 35 | Ateneo Vecinos Bº Arg.                    | General Cabrera          | Córdoba             | Liga Regional de fútbol de Río Cuarto            |
| Zona 35 | Club Matienzo Mutual Social y Deportivo   | Monte Buey               | Córdoba             | Liga Bellvillense de fútbol                      |
| Zona 36 | Real Arroyo Seco                          | Arroyo Seco              | Santa Fe            | Liga de fútbol Regional del Sud                  |
| Zona 36 | General Rojo Unión Deportiva              | General Rojo             | Buenos Aires        | Liga Nicoleña de fútbol                          |
| Zona 36 | Defensores de Belgrano                    | Villa Ramallo            | Buenos Aires        | Liga Nicoleña de fútbol                          |
| Zona 36 | Deportivo Nikkei                          | San Pedro                | Buenos Aires        | Liga Deportiva Sampedrina                        |
| Zona 37 | Provincial F.C.                           | Pergamino                | Buenos Aires        | Liga de fútbol Pergamino                         |
| Zona 37 | Atlético Compañía General                 | Salto                    | Buenos Aires        | Liga de fútbol de Salto                          |
| Zona 37 | Obras Sanitarias                          | Arrecifes                | Buenos Aires        | Liga de fútbol de Arrecifes                      |
| Zona 37 | Porteño F.C.                              | Colón                    | Buenos Aires        | Liga Deportiva de Colón                          |
| Zona 38 | Deportivo San Carlos                      | Capitán Sarmiento        | Buenos Aires        | Liga Deportiva de San Antonio de Areco           |
| Zona 38 | Atlético Belgrano                         | Zárate                   | Buenos Aires        | Liga Zarateña de fútbol                          |
| Zona 38 | Atlético Baradero                         | Baradero                 | Buenos Aires        | Liga de fútbol de Baradero                       |
| Zona 38 | Malvinas Argentinas                       | Los Polvorines           | Buenos Aires        | Liga Escobarense de Fútbol                       |
| Zona 39 | Independiente                             | Dique Cascallares        | Buenos Aires        | Liga Lujanense de fútbol                         |
| Zona 39 | Las Palometas                             | Mercedes                 | Buenos Aires        | Liga Mercedina de fútbol                         |
| Zona 39 | Independiente                             | Chivilcoy                | Buenos Aires        | Liga Chivilcoyana de Fútbol                      |
| Zona 39 | S. y D. Virrey del Pino                   | Virrey del Pino          | Buenos Aires        | Liga Lujanense de fútbol                         |
| Zona 40 | Rivadavia                                 | Lincoln                  | Buenos Aires        | Liga Deportiva del Oeste                         |
| Zona 40 | Jorge Newbery                             | Junín                    | Buenos Aires        | Liga Deportiva del Oeste                         |
| Zona 40 | Atlético Argentino                        | Lincoln                  | Buenos Aires        | Liga Amateur de Deportes                         |
| Zona 40 | Sportivo Bragado                          | Bragado                  | Buenos Aires        | Liga Bragadense de fútbol                        |
| Zona 41 | Atlético French                           | Manuel B. Gonnet         | Buenos Aires        | Liga Nuevejuliense de fútbol                     |
| Zona 41 | Atlético Trenque Lauquen                  | Trenque Lauquen          | Buenos Aires        | Liga Trenquelauquense de fútbol                  |
| Zona 41 | Atlético Defensores del Este              | Pehuajó                  | Buenos Aires        | Liga Pehuajense de fútbol                        |
| Zona 42 | Carlos Calvo                              | La Barrancosa            | Buenos Aires        | Liga Deportiva de Saladillo                      |
| Zona 42 | Atlético Huracán                          | Saladillo                | Buenos Aires        | Liga Deportiva de Saladillo                      |
| Zona 42 | Independiente                             | San Carlos de Bolívar    | Buenos Aires        | Liga Deportiva de Bolívar                        |
| Zona 42 | Atlético Argentinos                       | Veinticinco de mayo      | Buenos Aires        | Liga Veinticinqueña de fútbol                    |
| Zona 43 | Alumni Azuleño                            | Azul                     | Buenos Aires        | Liga de fútbol de Azul                           |
| Zona 43 | Azul Athletic Club                        | Azul                     | Buenos Aires        | Liga de fútbol de Azul                           |
| Zona 43 | Dep. San José                             | Tandil                   | Buenos Aires        | Liga Tandilense de fútbol                        |
| Zona 43 | San Martín                                | Sierras Bayas            | Buenos Aires        | Liga de fútbol de Olavarría                      |
| Zona 44 | Atlético y Progreso                       | Brandsen                 | Buenos Aires        | Liga Chascomunense de fútbol                     |
| Zona 44 | Atlético Chascomús                        | Chascomús                | Buenos Aires        | Liga Chascomunense de fútbol                     |
| Zona 44 | Asoc. Nueva Alianza                       | La Plata                 | Buenos Aires        | Liga Amateur Platense de fútbol                  |
| Zona 44 | Atlético Estrella                         | Berisso                  | Buenos Aires        | Liga Amateur Platense de fútbol                  |
| Zona 45 | Kimberley                                 | Mar del Plata            | Buenos Aires        | Liga Marplatense de fútbol                       |
| Zona 45 | Atlético Villa Gesell                     | Villa Gesell             | Buenos Aires        | Liga Madariaguense de fútbol                     |
| Zona 45 | Social y Deportivo Pinamar                | Pinamar                  | Buenos Aires        | Liga Madariaguense de fútbol                     |
| Zona 45 | Atlético Amigos Unidos                    | Miramar                  | Buenos Aires        | Liga de fútbol de General Alvarado               |
| Zona 46 | Deportes Sur                              | Florencio Varela         | Buenos Aires        | Liga Amateur Platense de fútbol                  |
| Zona 46 | El Taladro                                | Las Flores               | Buenos Aires        | Liga de fútbol de Las Flores                     |
| Zona 46 | Social Boca Juniors                       | Rauch                    | Buenos Aires        | Liga Rauchense de fútbol                         |
| Zona 47 | Independiente                             | Tandil                   | Buenos Aires        | Liga Tandilense de fútbol                        |
| Zona 47 | Atlético Amigos Unidos                    | Balcarce                 | Buenos Aires        | Liga Balcarceña de fútbol                        |
| Zona 47 | Atlético Rivadavia                        | Necochea                 | Buenos Aires        | Liga Necochense de fútbol                        |
| Zona 47 | Atlético Mataderos                        | Necochea                 | Buenos Aires        | Liga Necochense de fútbol                        |
| Zona 48 | Club Deportivo Independencia              | Adolfo Gonzales Chaves   | Buenos Aires        | Liga Regional Tresarroyense de fútbol            |
| Zona 48 | Fortín Club                               | Pedro Luro               | Buenos Aires        | Liga de fútbol de Villarino                      |
| Zona 48 | Atlético Ferroviario                      | Coronel Dorrego          | Buenos Aires        | Liga de fútbol de Coronel Dorrego                |
| Zona 48 | Atlético Leandro N. Alem                  | Coronel Pringles         | Buenos Aires        | Liga Pringles de fútbol                          |

## Primera fase

### Grupos 1 a 12
Grupo 1
| Equipo                       | Pts | PJ | PG | PE | PP | GF | GC | Dif |
| ---------------------------- | --- | -- | -- | -- | -- | -- | -- | --- |
| Independiente (Río Gallegos) | 6   | 4  | 1  | 3  | 0  | 6  | 5  | 1   |
| Sportivo Santa Cruz          | 5   | 4  | 1  | 2  | 1  | 7  | 7  | 0   |
| Lago Argentino (El Calafate) | 4   | 4  | 1  | 1  | 2  | 6  | 7  | -1  |

Grupo 2
| Equipo                           | Pts | PJ | PG | PE | PP | GF | GC | Dif |
| -------------------------------- | --- | -- | -- | -- | -- | -- | -- | --- |
| Alumni (Pto. Madryn)             | 12  | 6  | 3  | 3  | 0  | 14 | 8  | 6   |
| Estrella del Sur (Caleta Olivia) | 8   | 6  | 2  | 2  | 2  | 14 | 13 | 1   |
| C.A.I. (Trelew)                  | 7   | 6  | 2  | 1  | 3  | 15 | 15 | 0   |
| Defensores de La Ribera (Rawson) | 5   | 6  | 1  | 2  | 3  | 7  | 14 | -7  |

Grupo 3
| Equipo                     | Pts | PJ | PG | PE | PP | GF | GC | Dif |
| -------------------------- | --- | -- | -- | -- | -- | -- | -- | --- |
| Cruz del Sur (Bariloche)   | 11  | 6  | 3  | 2  | 1  | 18 | 9  | 9   |
| Arco Iris (Bariloche)      | 10  | 6  | 3  | 1  | 2  | 11 | 10 | 1   |
| San Martín (Esquel)        | 10  | 6  | 3  | 1  | 2  | 11 | 14 | -3  |
| Barrio Don Bosco (Neuquén) | 3   | 6  | 1  | 0  | 5  | 5  | 12 | -7  |

Grupo 4
| Equipo                            | Pts | PJ | PG | PE | PP | GF | GC | Dif |
| --------------------------------- | --- | -- | -- | -- | -- | -- | -- | --- |
| Independiente (Neuquén)           | 16  | 6  | 5  | 1  | 0  | 22 | 5  | 17  |
| Unión Dep. Catriel (Río Negro)    | 10  | 6  | 3  | 1  | 2  | 12 | 9  | 3   |
| Argentinos del Norte (Gral. Roca) | 4   | 6  | 1  | 1  | 4  | 6  | 15 | -9  |
| Villa Iris (Neuquén)              | 4   | 6  | 1  | 1  | 4  | 7  | 18 | -11 |

Grupo 5
| Equipo                            | Pts | PJ | PG | PE | PP | GF | GC | Dif |
| --------------------------------- | --- | -- | -- | -- | -- | -- | -- | --- |
| Tiro Federal (Bahía Blanca)       | 12  | 6  | 3  | 3  | 0  | 12 | 8  | 4   |
| San Lorenzo (Carmen de Patagones) | 7   | 6  | 1  | 4  | 1  | 7  | 7  | 0   |
| Bella Vista (Bahía Blanca)        | 7   | 6  | 1  | 4  | 1  | 14 | 13 | 1   |
| Independiente (Río Colorado)      | 3   | 6  | 0  | 3  | 3  | 6  | 11 | -5  |

Grupo 6
| Equipo                              | Pts | PJ | PG | PE | PP | GF | GC | Dif |
| ----------------------------------- | --- | -- | -- | -- | -- | -- | -- | --- |
| Atlético Palmira (Mendoza)          | 14  | 6  | 4  | 2  | 0  | 14 | 7  | 7   |
| Deportivo Maipú (Mendoza)           | 10  | 6  | 2  | 4  | 0  | 9  | 5  | 4   |
| San Martín (Monte Comán)            | 6   | 6  | 1  | 3  | 2  | 12 | 14 | -2  |
| Sport Club Argentino (Gral. Alvear) | 1   | 6  | 0  | 1  | 5  | 5  | 14 | -9  |

Grupo 7
| Equipo                          | Pts | PJ | PG | PE | PP | GF | GC | Dif |
| ------------------------------- | --- | -- | -- | -- | -- | -- | -- | --- |
| Atlético Macachín               | 12  | 6  | 4  | 0  | 2  | 14 | 7  | 7   |
| Ferro Carril Oeste (I. Alvear)  | 10  | 6  | 3  | 1  | 2  | 16 | 15 | 1   |
| Ferro Carril Oeste (Gral. Pico) | 10  | 6  | 3  | 1  | 2  | 13 | 12 | 1   |
| La Maruja                       | 3   | 6  | 1  | 0  | 5  | 6  | 15 | -9  |

Grupo 8
| Equipo                         | Pts | PJ | PG | PE | PP | GF | GC | Dif |
| ------------------------------ | --- | -- | -- | -- | -- | -- | -- | --- |
| Deportivo Guaymallen (Mendoza) | 18  | 6  | 6  | 0  | 0  | 16 | 2  | 14  |
| Unión (Villa Krause)           | 9   | 6  | 3  | 0  | 3  | 7  | 7  | 0   |
| Árbol Verde (San Juan)         | 3   | 6  | 1  | 0  | 5  | 3  | 8  | -5  |
| Huracán (San Luis)             | 3   | 6  | 1  | 0  | 5  | 3  | 14 | -11 |

Grupo 9
| Equipo                              | Pts | PJ | PG | PE | PP | GF | GC | Dif |
| ----------------------------------- | --- | -- | -- | -- | -- | -- | -- | --- |
| Defensores del Oeste (San Luis)     | 9   | 6  | 2  | 3  | 1  | 9  | 7  | 2   |
| Atl. San Basilio                    | 8   | 6  | 2  | 2  | 2  | 6  | 7  | -1  |
| General San Martín (Villa Mercedes) | 7   | 6  | 1  | 4  | 1  | 5  | 5  | 0   |
| Jorge Newbery (Villa Mercedes)      | 6   | 6  | 1  | 3  | 2  | 9  | 10 | -1  |

Grupo 10
| Equipo                           | Pts | PJ | PG | PE | PP | GF | GC | Dif |
| -------------------------------- | --- | -- | -- | -- | -- | -- | -- | --- |
| Defensores de La Boca (La Rioja) | 12  | 6  | 4  | 0  | 2  | 9  | 7  | 2   |
| San Buenaventura (Vichigasta)    | 11  | 6  | 3  | 2  | 1  | 8  | 4  | 4   |
| Atlético Anguinán                | 7   | 6  | 2  | 1  | 3  | 9  | 7  | 2   |
| Andino (La Rioja)                | 4   | 6  | 1  | 1  | 4  | 3  | 11 | -8  |

Grupo 11
| Equipo                       | Pts | PJ | PG | PE | PP | GF | GC | Dif |
| ---------------------------- | --- | -- | -- | -- | -- | -- | -- | --- |
| San Luis (Belén)             | 14  | 6  | 4  | 2  | 0  | 9  | 5  | 4   |
| Villa Cubas (San Fernando)   | 10  | 6  | 2  | 4  | 0  | 7  | 3  | 4   |
| Juventud Unida de Santa Rosa | 5   | 6  | 1  | 2  | 3  | 9  | 7  | 2   |
| San Lorenzo (Andalaga)       | 2   | 6  | 0  | 2  | 4  | 5  | 14 | -9  |

Grupo 12
| Equipo                      | Pts | PJ | PG | PE | PP | GF | GC | Dif |
| --------------------------- | --- | -- | -- | -- | -- | -- | -- | --- |
| San Ramón (Villa Quinteros) | 10  | 6  | 2  | 4  | 0  | 5  | 3  | 2   |
| Sportivo Villa Dolores      | 9   | 6  | 2  | 3  | 1  | 7  | 5  | 2   |
| Instituto Tráfico (Frías)   | 7   | 6  | 2  | 1  | 3  | 5  | 6  | -1  |
| Güemes (SdE)                | 5   | 6  | 1  | 2  | 3  | 3  | 6  | -3  |

### Grupos 13 a 24
Grupo 13
| Equipo                           | Pts | PJ | PG | PE | PP | GF | GC | Dif |
| -------------------------------- | --- | -- | -- | -- | -- | -- | -- | --- |
| Ingenio Marapa (J. B. Alberdi)   | 14  | 6  | 4  | 2  | 0  | 10 | 2  | 8   |
| Central Argentino (La Banda)     | 9   | 6  | 2  | 3  | 1  | 6  | 7  | -1  |
| Atl. Concepción (Banda Río Salí) | 7   | 6  | 2  | 1  | 3  | 3  | 5  | -2  |
| Sarmiento (La Banda)             | 2   | 6  | 0  | 2  | 4  | 3  | 8  | -5  |

Grupo 14
| Equipo                                      | Pts | PJ | PG | PE | PP | GF | GC | Dif |
| ------------------------------------------- | --- | -- | -- | -- | -- | -- | -- | --- |
| Independiente (H. Yrigoyen)                 | 11  | 6  | 3  | 2  | 1  | 10 | 5  | 5   |
| San Francisco Bancario (Ledesma)            | 10  | 6  | 3  | 1  | 2  | 10 | 7  | 3   |
| Centro de Rendimiento Deportivo (San Pedro) | 6   | 6  | 1  | 3  | 2  | 10 | 8  | 2   |
| Unión Madereros (Gra. Mosconi)              | 6   | 6  | 2  | 0  | 4  | 7  | 17 | -10 |

Grupo 15
| Equipo                         | Pts | PJ | PG | PE | PP | GF | GC | Dif |
| ------------------------------ | --- | -- | -- | -- | -- | -- | -- | --- |
| Atlético Cuyaya (Jujuy)        | 11  | 6  | 3  | 2  | 1  | 9  | 7  | 2   |
| S.U.E.T.R.A. (Perico)          | 7   | 6  | 1  | 4  | 1  | 8  | 5  | 3   |
| Sportivo Rivadavia (El Carmen) | 7   | 6  | 1  | 4  | 1  | 6  | 9  | -3  |
| General Lavalle                | 4   | 6  | 0  | 4  | 2  | 5  | 7  | -2  |

Grupo 16
| Equipo                             | Pts | PJ | PG | PE | PP | GF | GC | Dif |
| ---------------------------------- | --- | -- | -- | -- | -- | -- | -- | --- |
| General San Martín (Salta)         | 8   | 6  | 2  | 2  | 0  | 21 | 2  | 19  |
| Atlético Cerrillos                 | 8   | 6  | 2  | 2  | 0  | 8  | 4  | 4   |
| Deportivo San Isidro (Campo Santo) | 0   | 6  | 0  | 0  | 4  | 2  | 25 | -23 |

Grupo 17
| Equipo                                | Pts | PJ | PG | PE | PP | GF | GC | Dif |
| ------------------------------------- | --- | -- | -- | -- | -- | -- | -- | --- |
| Gral. Güemes (Rosario de la Frontera) | 11  | 6  | 3  | 2  | 1  | 7  | 5  | 2   |
| Atlético Mitre (Salta)                | 11  | 6  | 3  | 2  | 1  | 9  | 4  | 5   |
| La Florida (Cafayate)                 | 7   | 6  | 2  | 1  | 3  | 9  | 11 | -2  |
| San Bernardo (Coronel Moldes)         | 3   | 6  | 0  | 3  | 3  | 8  | 13 | -5  |

Grupo 18
| Equipo                     | Pts | PJ | PG | PE | PP | GF | GC | Dif |
| -------------------------- | --- | -- | -- | -- | -- | -- | -- | --- |
| Chacra 8 (Formosa)         | 16  | 6  | 5  | 1  | 0  | 23 | 5  | 18  |
| 17 de Agosto (Clorinda)    | 11  | 6  | 3  | 2  | 1  | 12 | 4  | 8   |
| Deportivo Tablita (Pirane) | 7   | 6  | 2  | 1  | 3  | 7  | 6  | 1   |
| Deportivo Teo (Pirane)     | 0   | 6  | 0  | 0  | 6  | 3  | 30 | -27 |

Grupo 19
| Equipo                        | Pts | PJ | PG | PE | PP | GF | GC | Dif |
| ----------------------------- | --- | -- | -- | -- | -- | -- | -- | --- |
| Atl. Charata                  | 9   | 6  | 2  | 3  | 1  | 9  | 8  | 1   |
| Deportivo Libertad (Charata)  | 8   | 6  | 2  | 2  | 2  | 4  | 4  | 0   |
| Dep. Comercio (Santa Silvina) | 8   | 6  | 2  | 2  | 2  | 9  | 7  | 2   |
| Atlético Icaño                | 7   | 6  | 2  | 1  | 3  | 6  | 9  | -3  |

Grupo 20
| Equipo                                  | Pts | PJ | PG | PE | PP | GF | GC | Dif |
| --------------------------------------- | --- | -- | -- | -- | -- | -- | -- | --- |
| Defensa y Justicia (Formosa)            | 13  | 6  | 4  | 2  | 0  | 9  | 2  | 7   |
| Resistencia Central                     | 10  | 6  | 3  | 1  | 2  | 12 | 8  | 4   |
| Central Norte Argentino (Resistencia)   | 9   | 6  | 3  | 0  | 3  | 7  | 7  | 0   |
| Aprendices Chaqueños (Roque Sáenz Peña) | 1   | 6  | 0  | 1  | 5  | 3  | 14 | -11 |

Grupo 21
| Equipo                              | Pts | PJ | PG | PE | PP | GF | GC | Dif |
| ----------------------------------- | --- | -- | -- | -- | -- | -- | -- | --- |
| Sportivo Pampa (Pampa del Infierno) | 13  | 6  | 4  | 1  | 1  | 12 | 5  | 7   |
| Deportivo Alianza (Campo Largo)     | 9   | 6  | 3  | 0  | 3  | 7  | 7  | 0   |
| Sp. Las Garcitas                    | 6   | 6  | 1  | 3  | 2  | 6  | 8  | -2  |
| Regional (Resistencia)              | 5   | 6  | 1  | 2  | 3  | 8  | 13 | -5  |

Grupo 22
| Equipo                          | Pts | PJ | PG | PE | PP | GF | GC | Dif |
| ------------------------------- | --- | -- | -- | -- | -- | -- | -- | --- |
| Jorge Gibson Brown              | 12  | 6  | 3  | 3  | 0  | 15 | 4  | 11  |
| Deportivo Conselec (Montecarlo) | 10  | 6  | 3  | 1  | 2  | 13 | 11 | 2   |
| Central Iguazú                  | 10  | 6  | 3  | 1  | 2  | 10 | 10 | 0   |
| Huracán (Montecarlo)            | 1   | 6  | 0  | 1  | 5  | 7  | 20 | -13 |

Grupo 23
| Equipo                         | Pts | PJ | PG | PE | PP | GF | GC | Dif |
| ------------------------------ | --- | -- | -- | -- | -- | -- | -- | --- |
| Crucero del Norte              | 16  | 6  | 5  | 1  | 0  | 15 | 2  | 13  |
| Atl. Campo Grande              | 8   | 6  | 2  | 2  | 2  | 12 | 11 | 0   |
| Atl. Misiones (Posadas)        | 7   | 6  | 1  | 4  | 1  | 12 | 9  | 4   |
| Dep. El Soberbio (El Soberbio) | 1   | 6  | 0  | 1  | 5  | 5  | 22 | -18 |

Grupo 24
| Equipo                               | Pts | PJ | PG | PE | PP | GF | GC | Dif |
| ------------------------------------ | --- | -- | -- | -- | -- | -- | -- | --- |
| Crisol de San Martín (Gbo. Virasoro) | 15  | 6  | 5  | 0  | 1  | 6  | 2  | 4   |
| Carlos Gallini (Santo Tomé)          | 9   | 6  | 2  | 3  | 1  | 7  | 5  | 2   |
| Social Tuyutí (Apóstoles)            | 8   | 6  | 2  | 2  | 2  | 5  | 4  | 1   |
| Sol de Mayo                          | 1   | 6  | 0  | 1  | 5  | 4  | 11 | -7  |

### Grupos 25 a 36
Grupo 25
| Equipo                             | Pts | PJ | PG | PE | PP | GF | GC | Dif |
| ---------------------------------- | --- | -- | -- | -- | -- | -- | -- | --- |
| Huracán (Corrientes)               | 16  | 6  | 5  | 1  | 0  | 27 | 7  | 20  |
| Deportivo Barracas (Curuzú Cuatía) | 9   | 6  | 3  | 0  | 3  | 9  | 13 | -4  |
| Sportivo Corrientes                | 7   | 6  | 2  | 1  | 3  | 9  | 13 | -4  |
| Deportivo Taragui (Mercedes)       | 3   | 6  | 1  | 0  | 5  | 10 | 22 | -12 |

Grupo 26
| Equipo                                     | Pts | PJ | PG | PE | PP | GF | GC | Dif |
| ------------------------------------------ | --- | -- | -- | -- | -- | -- | -- | --- |
| Deportivo Puente Seco (Paso de los Libres) | 15  | 6  | 5  | 0  | 1  | 17 | 6  | 11  |
| Deportivo Talleres (Federal)               | 9   | 6  | 3  | 0  | 3  | 9  | 9  | 0   |
| Sportivo Barracas (Paso de los Libres)     | 9   | 6  | 3  | 0  | 3  | 7  | 9  | -2  |
| Sportivo Comercio (La Paz)                 | 3   | 6  | 1  | 0  | 5  | 3  | 12 | -9  |

Grupo 27
| Equipo                           | Pts | PJ | PG | PE | PP | GF | GC | Dif |
| -------------------------------- | --- | -- | -- | -- | -- | -- | -- | --- |
| Deportivo Las Heras (Concordia)  | 13  | 6  | 4  | 1  | 1  | 19 | 9  | 10  |
| Atlético Sauce (Colón)           | 12  | 6  | 4  | 0  | 2  | 17 | 11 | 6   |
| Santa María Oro F.C. (Concordia) | 7   | 6  | 2  | 1  | 3  | 10 | 8  | 2   |
| Pueblo Nuevo (Gualeguaychú)      | 3   | 6  | 1  | 0  | 5  | 8  | 26 | -18 |

Grupo 28
| Equipo                          | Pts | PJ | PG | PE | PP | GF | GC | Dif |
| ------------------------------- | --- | -- | -- | -- | -- | -- | -- | --- |
| Atlético Paraná                 | 11  | 6  | 3  | 2  | 1  | 14 | 5  | 9   |
| Atlético Neuquén (Paraná)       | 10  | 6  | 3  | 1  | 2  | 9  | 7  | 2   |
| Unión Agrario (Cerrito)         | 9   | 6  | 3  | 0  | 3  | 10 | 13 | -3  |
| Atlético Litoral (María Grande) | 4   | 6  | 1  | 1  | 4  | 4  | 12 | -8  |

Grupo 29
| Equipo                        | Pts | PJ | PG | PE | PP | GF | GC | Dif |
| ----------------------------- | --- | -- | -- | -- | -- | -- | -- | --- |
| Ocampo Fábrica (Villa Obrera) | 9   | 6  | 3  | 0  | 3  | 16 | 14 | 2   |
| Argentino Quilmes (Rafaela)   | 9   | 6  | 2  | 3  | 1  | 18 | 15 | 3   |
| Atlético San Jorge            | 9   | 6  | 2  | 3  | 1  | 15 | 15 | 0   |
| Independiente (Ataliva)       | 5   | 6  | 1  | 2  | 3  | 9  | 14 | -5  |

Grupo 30
| Equipo                                 | Pts | PJ | PG | PE | PP | GF | GC | Dif |
| -------------------------------------- | --- | -- | -- | -- | -- | -- | -- | --- |
| 9 de Julio (Morteros)                  | 16  | 6  | 5  | 1  | 0  | 15 | 5  | 10  |
| Americano (Carlos Pellegrini)          | 10  | 6  | 3  | 1  | 2  | 9  | 7  | 2   |
| Atlético Argentino (San Carlos Centro) | 5   | 6  | 1  | 2  | 3  | 9  | 10 | -1  |
| El Expreso (El Trébol)                 | 3   | 6  | 1  | 0  | 5  | 7  | 18 | -11 |

Grupo 31
| Equipo                             | Pts | PJ | PG | PE | PP | GF | GC | Dif |
| ---------------------------------- | --- | -- | -- | -- | -- | -- | -- | --- |
| Sportivo Rivadavia (Venado Tuerto) | 12  | 6  | 3  | 3  | 0  | 12 | 5  | 7   |
| Aprendises Casildenses             | 11  | 6  | 3  | 2  | 1  | 11 | 7  | 4   |
| Teodelina F.B.C.                   | 8   | 6  | 2  | 2  | 2  | 7  | 11 | -4  |
| Huracán de Chabas                  | 1   | 6  | 0  | 1  | 5  | 9  | 14 | -5  |

Grupo 32
| Equipo                           | Pts | PJ | PG | PE | PP | GF | GC | Dif |
| -------------------------------- | --- | -- | -- | -- | -- | -- | -- | --- |
| Ferrocarril del Estado (Rafaela) | 13  | 6  | 4  | 1  | 1  | 13 | 9  | 4   |
| La Perla del Oeste (Recreo)      | 12  | 6  | 4  | 0  | 2  | 17 | 7  | 10  |
| Sportivo Guadalupe (Santa Fe)    | 10  | 6  | 3  | 1  | 2  | 6  | 4  | 2   |
| Almafuerte (Las Rosas)           | 0   | 6  | 0  | 0  | 6  | 3  | 19 | -16 |

Grupo 33
| Equipo                                | Pts | PJ | PG | PE | PP | GF | GC | Dif |
| ------------------------------------- | --- | -- | -- | -- | -- | -- | -- | --- |
| Complejo Deportivo (Justiniano Posse) | 14  | 6  | 4  | 2  | 0  | 11 | 5  | 6   |
| Atlético Avellaneda (Córdoba)         | 8   | 6  | 2  | 2  | 2  | 8  | 8  | 0   |
| Biblioteca Bell (Bell Ville)          | 6   | 6  | 1  | 3  | 2  | 9  | 10 | -1  |
| Leandro N. Alem (Villa Nueva)         | 4   | 6  | 1  | 1  | 4  | 7  | 12 | -5  |

Grupo 34
| Equipo                                 | Pts | PJ | PG | PE | PP | GF | GC | Dif |
| -------------------------------------- | --- | -- | -- | -- | -- | -- | -- | --- |
| Universitario (Córdoba)                | 10  | 4  | 3  | 1  | 0  | 7  | 2  | 5   |
| Atlético Carlos Paz (Villa Carlos Paz) | 7   | 4  | 2  | 1  | 1  | 7  | 6  | 1   |
| Fundación San Jorge (Brinkmann)        | 0   | 4  | 0  | 0  | 4  | 4  | 10 | -6  |

Grupo 35
| Equipo                            | Pts | PJ | PG | PE | PP | GF | GC | Dif |
| --------------------------------- | --- | -- | -- | -- | -- | -- | -- | --- |
| Sportivo 9 de Julio (Río Tercero) | 13  | 6  | 4  | 1  | 1  | 12 | 7  | 5   |
| Atenas (Río Cuarto)               | 10  | 6  | 3  | 1  | 2  | 8  | 8  | 0   |
| Ateneo Vecinos (General Cabrera)  | 6   | 6  | 2  | 0  | 4  | 10 | 12 | -2  |
| Matienzo (Monte Buey)             | 5   | 6  | 1  | 2  | 3  | 8  | 11 | -3  |

Grupo 36
| Equipo                                 | Pts | PJ | PG | PE | PP | GF | GC | Dif |
| -------------------------------------- | --- | -- | -- | -- | -- | -- | -- | --- |
| Real Arroyo Seco                       | 18  | 6  | 6  | 0  | 0  | 14 | 3  | 11  |
| General Rojo (San Nicolás)             | 12  | 6  | 4  | 0  | 2  | 15 | 8  | 7   |
| Defensores de Belgrano (Villa Ramallo) | 3   | 6  | 1  | 0  | 5  | 9  | 13 | -4  |
| Deportivo Nikkei (San Pedro)           | 3   | 6  | 1  | 0  | 5  | 10 | 24 | -14 |

### Grupos 37 a 48
Grupo 37
| Equipo                       | Pts | PJ | PG | PE | PP | GF | GC | Dif |
| ---------------------------- | --- | -- | -- | -- | -- | -- | -- | --- |
| Provincial F. C. (Pergamino) | 10  | 6  | 2  | 4  | 0  | 11 | 9  | 2   |
| Obras Sanitarias (Arrecifes) | 9   | 6  | 2  | 3  | 1  | 13 | 7  | 6   |
| Compañía General (Salto)     | 9   | 6  | 2  | 3  | 1  | 12 | 10 | 2   |
| POrteño F. C. (Colón)        | 3   | 6  | 1  | 0  | 5  | 9  | 19 | -10 |

Grupo 38
| Equipo                                | Pts | PJ | PG | PE | PP | GF | GC | Dif |
| ------------------------------------- | --- | -- | -- | -- | -- | -- | -- | --- |
| Depvo. San Carlos (Capitán Sarmiento) | 16  | 6  | 5  | 1  | 0  | 17 | 2  | 15  |
| Belgrano (Zárate)                     | 8   | 6  | 2  | 2  | 2  | 8  | 17 | -9  |
| Atlético Baradero                     | 8   | 6  | 2  | 2  | 2  | 9  | 8  | 1   |
| Malvinas Argentinas (Escobar)         | 1   | 6  | 0  | 1  | 5  | 9  | 16 | -7  |

Grupo 39
| Equipo                     | Pts | PJ | PG | PE | PP | GF | GC | Dif |
| -------------------------- | --- | -- | -- | -- | -- | -- | -- | --- |
| Independiene (Cascallares) | 14  | 6  | 4  | 2  | 0  | 14 | 3  | 11  |
| Las Palometas (Mercedes)   | 11  | 6  | 3  | 2  | 1  | 12 | 7  | 5   |
| Independiente (Chivilcoy)  | 5   | 6  | 1  | 2  | 3  | 13 | 14 | -1  |
| Virrey del Pino            | 3   | 6  | 1  | 0  | 5  | 8  | 23 | -15 |

Grupo 40
| Equipo                | Pts | PJ | PG | PE | PP | GF | GC | Dif |
| --------------------- | --- | -- | -- | -- | -- | -- | -- | --- |
| Rivadavia (Lincoln)   | 16  | 6  | 5  | 1  | 0  | 13 | 6  | 7   |
| Argentino (Lincoln)   | 10  | 6  | 3  | 1  | 2  | 12 | 8  | 4   |
| Jorge Newbery (Junín) | 9   | 6  | 3  | 0  | 3  | 12 | 12 | 0   |
| Sportivo Bragado      | 0   | 6  | 0  | 0  | 6  | 8  | 19 | -11 |

Grupo 41
| Equipo                        | Pts | PJ | PG | PE | PP | GF | GC | Dif |
| ----------------------------- | --- | -- | -- | -- | -- | -- | -- | --- |
| Atlético French               | 7   | 4  | 2  | 1  | 1  | 5  | 2  | 3   |
| Atlético Trenque Lauquen      | 6   | 4  | 2  | 0  | 2  | 3  | 5  | -2  |
| Defensores del Este (Pehuajó) | 4   | 4  | 1  | 1  | 2  | 3  | 4  | -1  |

Grupo 42
| Equipo                   | Pts | PJ | PG | PE | PP | GF | GC | Dif |
| ------------------------ | --- | -- | -- | -- | -- | -- | -- | --- |
| Carlos Calvo (Saladillo) | 12  | 6  | 3  | 3  | 0  | 19 | 10 | 9   |
| Huracán (Saladillo)      | 9   | 6  | 2  | 3  | 1  | 16 | 11 | 5   |
| Independiente (Bolivar)  | 9   | 6  | 3  | 0  | 3  | 14 | 20 | -6  |
| Argentinos (25 de mayo)  | 2   | 6  | 0  | 2  | 4  | 8  | 16 | -8  |

Grupo 43
| Equipo                     | Pts | PJ | PG | PE | PP | GF | GC | Dif |
| -------------------------- | --- | -- | -- | -- | -- | -- | -- | --- |
| Alumni Azuleño (Azul)      | 13  | 6  | 4  | 1  | 1  | 12 | 6  | 6   |
| Azul Athletic              | 11  | 6  | 3  | 2  | 1  | 11 | 5  | 6   |
| San José (Tandil)          | 7   | 6  | 1  | 4  | 1  | 7  | 4  | 3   |
| San Martín (Sierras Bayas) | 1   | 6  | 0  | 1  | 5  | 1  | 16 | -15 |

Grupo 44
| Equipo                                 | Pts | PJ | PG | PE | PP | GF | GC | Dif |
| -------------------------------------- | --- | -- | -- | -- | -- | -- | -- | --- |
| Atlético y Progreso (Coronel Brandsen) | 12  | 6  | 4  | 0  | 2  | 9  | 9  | 0   |
| Atlético Chascomus                     | 11  | 6  | 3  | 2  | 1  | 13 | 4  | 9   |
| Nueva Alianza (La Plata)               | 6   | 6  | 1  | 3  | 2  | 2  | 4  | -2  |
| Estrella (Berisso)                     | 4   | 6  | 1  | 1  | 4  | 5  | 12 | -7  |

Grupo 45
| Equipo                    | Pts | PJ | PG | PE | PP | GF | GC | Dif |
| ------------------------- | --- | -- | -- | -- | -- | -- | -- | --- |
| Kimberley (Mar del Plata) | 14  | 6  | 4  | 2  | 0  | 15 | 6  | 9   |
| Atl. Villa Gesell         | 12  | 6  | 4  | 0  | 2  | 9  | 6  | 3   |
| Deportivo Pinamar         | 6   | 6  | 1  | 3  | 2  | 7  | 9  | -2  |
| Amigos Unidos (Miramar)   | 1   | 6  | 0  | 1  | 5  | 7  | 17 | -10 |

Grupo 46
| Equipo                          | Pts | PJ | PG | PE | PP | GF | GC | Dif |
| ------------------------------- | --- | -- | -- | -- | -- | -- | -- | --- |
| Deportes Sur (Florencio Varela) | 12  | 4  | 4  | 0  | 0  | 12 | 1  | 11  |
| El Taladro (Las Flores)         | 4   | 4  | 1  | 1  | 2  | 5  | 8  | -3  |
| Social Boca Juniors (Rauch)     | 1   | 4  | 0  | 1  | 3  | 3  | 11 | -8  |

Grupo 47
| Equipo                   | Pts | PJ | PG | PE | PP | GF | GC | Dif |
| ------------------------ | --- | -- | -- | -- | -- | -- | -- | --- |
| Independiente (Tandil)   | 11  | 6  | 3  | 2  | 1  | 13 | 11 | 2   |
| Amigos Unidos (Balcarce) | 10  | 6  | 3  | 1  | 2  | 12 | 11 | 1   |
| Rivadavia (Necochea)     | 8   | 6  | 2  | 2  | 2  | 10 | 10 | 0   |
| Mataderos (Necochea)     | 4   | 6  | 1  | 1  | 4  | 9  | 12 | -3  |

Grupo 48
| Equipo                        | Pts | PJ | PG | PE | PP | GF | GC | Dif |
| ----------------------------- | --- | -- | -- | -- | -- | -- | -- | --- |
| Independencia (G. Chavez)     | 10  | 6  | 2  | 4  | 0  | 13 | 10 | 3   |
| Fortín Club (Pedro Luro)      | 8   | 6  | 2  | 2  | 2  | 10 | 12 | -2  |
| L. N. Alem (Coronel Pringles) | 6   | 6  | 1  | 3  | 2  | 11 | 11 | 0   |
| Ferroviario (Coronel Dorrego) | 6   | 6  | 1  | 3  | 2  | 8  | 9  | -1  |

### Tabla de mejores terceros
| Zona | Equipo                                   | Pts | PJ | PG | PE | PP | GF | GC | Dif |
| ---- | ---------------------------------------- | --- | -- | -- | -- | -- | -- | -- | --- |
| 7    | Ferrocarril Oeste (General Pico)         | 10  | 6  | 3  | 1  | 2  | 13 | 9  | 4   |
| 32   | Sportivo Guadalupe (Santa Fe)            | 10  | 6  | 3  | 1  | 2  | 6  | 4  | 2   |
| 22   | Central Iguazú (Puerto Iguazú)           | 10  | 6  | 3  | 1  | 2  | 10 | 10 | 0   |
| 3    | San Martín (Esquel)                      | 10  | 6  | 3  | 1  | 2  | 11 | 14 | -3  |
| 37   | Obras Sanitarias (Arrecifes)             | 9   | 6  | 2  | 3  | 1  | 13 | 7  | 6   |
| 40   | Jorge Newbery (Junín)                    | 9   | 6  | 3  | 0  | 3  | 13 | 12 | 1   |
| 29   | Atlético San Jorge                       | 9   | 6  | 2  | 3  | 1  | 15 | 15 | 0   |
| 20   | Central Norte Argentino (Resistencia)    | 9   | 6  | 3  | 0  | 3  | 7  | 7  | 0   |
| 26   | Sportivo Corrientes (Paso de los Libres) | 9   | 6  | 3  | 0  | 3  | 7  | 9  | -2  |
| 28   | Unión Agrario (Cerrito)                  | 9   | 6  | 3  | 0  | 3  | x  | x  | -3  |
| 42   | Independiente (Bolivar)                  | 9   | 6  | 3  | 0  | 3  | x  | x  | -6  |
| 19   | Deportivo Comercio (Santa Sylvina)       | 8   | 6  | 2  | 2  | 2  | 9  | 7  | 2   |
| 38   | Atlético Baradero                        | 8   | 6  | 2  | 2  | 2  | 9  | 8  | 1   |
| 24   | Social Tuyutí (Apóstoles)                | 8   | 6  | 2  | 2  | 2  | 5  | 4  | 1   |
| 47   | Rivadavia (Necochea)                     | 8   | 6  | 2  | 2  | 2  | 10 | 10 | 0   |
| 31   | Teodelina F. B. C.                       | 8   | 6  | 2  | 2  | 2  | 7  | 11 | -4  |
| 23   | Atlético Misiones (Posadas)              | 7   | 6  | 1  | 4  | 1  | 13 | 9  | 4   |
| 27   | Santa María Oro F. C. (Concordia)        | 7   | 6  | 2  | 1  | 3  | 10 | 8  | 2   |
| 10   | Atlético Anguinan                        | 7   | 6  | 2  | 1  | 3  | 9  | 7  | 2   |
| 43   | San José (Tandíl)                        | 7   | 6  | 1  | 4  | 1  | 5  | 3  | 2   |
| 18   | Bella Vista (Bahía Blanca)               | 7   | 6  | 1  | 4  | 1  | 14 | 13 | 1   |
| 5    | Deportivo Tablita (Pirane)               | 7   | 6  | 2  | 1  | 3  | 7  | 6  | 1   |
| 2    | C. A. I. (Trelew)                        | 7   | 6  | 2  | 1  | 3  | 15 | 15 | 0   |
| 9    | General San Martín (Villa Mercedes)      | 7   | 6  | 1  | 4  | 1  | 5  | 5  | 0   |
| 12   | Instituto Tráfico (Frías)                | 7   | 6  | 2  | 1  | 3  | 5  | 6  | -1  |
| 13   | Atlético Concepción (Banda Río Salí)     | 7   | 6  | 2  | 1  | 3  | 3  | 5  | -2  |
| 15   | Sportivo Rivadavia (El Carmen)           | 7   | 6  | 1  | 4  | 1  | 6  | 9  | -3  |
| 25   | Sportivo Corrientes                      | 7   | 6  | 2  | 1  | 3  | 9  | 13 | -4  |
| 17   | La Florida (Cafayate)                    | 7   | 6  | 2  | 1  | 3  | 8  | 13 | -5  |
| 14   | Centro Rendimiento Deportivo (San Pedro) | 6   | 6  | 1  | 3  | 2  | 10 | 8  | 2   |
| 33   | Biblioteca Bell (Bell Ville)             | 6   | 6  | 1  | 3  | 2  | 9  | 10 | -1  |
| 48   | Ferroviario (Coronel Dorrego)            | 6   | 6  | 1  | 3  | 2  | 8  | 9  | -1  |
| 6    | San Martín (Monte Coman)                 | 6   | 6  | 1  | 3  | 2  | 12 | 14 | -2  |
| 35   | Ateneo Vecinos (General Cabrera)         | 6   | 6  | 2  | 0  | 4  | 10 | 12 | -2  |
| 45   | Deportivo Pinamar                        | 6   | 6  | 1  | 3  | 2  | 7  | 9  | -2  |
| 21   | Sportivo Las Garcitas                    | 6   | 6  | 1  | 3  | 2  | 6  | 8  | -2  |
| 44   | Nueva Alianza (La Plata)                 | 6   | 6  | 1  | 3  | 2  | 2  | 4  | -2  |
| 11   | Juventud Unida (Santa Rosa)              | 5   | 6  | 1  | 2  | 3  | 9  | 7  | 2   |
| 30   | Atlético Argentino (San Carlos Centro)   | 5   | 6  | 1  | 2  | 3  | 9  | 10 | -1  |
| 39   | Independiente (Chivilcoy)                | 5   | 6  | 1  | 2  | 3  | 13 | 14 | -1  |
| 4    | Argentinos del Norte (Gral. Roca)        | 4   | 6  | 1  | 1  | 4  | 4  | 15 | -9  |
| 36   | Defensores de Belgrano (Villa Ramallo)   | 3   | 6  | 1  | 0  | 5  | 9  | 13 | -4  |
| 8    | Árbol Verde (San Juan)                   | 3   | 6  | 1  | 0  | 5  | 3  | 8  | -5  |

## Segunda fase

### Fase de play off

#### Primera fase de play-offs
| Llave | Local - Ida                           | Global          | Local - Vuelta                         | Ida   | Vuelta |
| ----- | ------------------------------------- | --------------- | -------------------------------------- | ----- | ------ |
| A     | San Martín (Esquel)                   | 4 - 1           | Sportivo Santa Cruz                    | 4 - 0 | 0 - 1  |
| A     | Estrella del Sur (Caleta Olivia)      | 4 - 3           | Arco Iris (Bariloche)                  | 4 - 2 | 0 - 1  |
| B     | Ferro Carril Oeste (Gral. Pico)       | 5 - 4           | U. D. Catriel                          | 3 - 2 | 2 - 2  |
| B     | San Lorenzo (Carmen de Patagones)     | 1 - 2           | Ferro Carril Oeste (Intendente Alvear) | 1 - 0 | 0 - 2  |
| C     | Deportivo Maipú                       | 2 - 1           | Unión (Villa Krause)                   | 2 - 0 | 0 - 1  |
| C     | San Buenaventura (Vichigasta)         | 3 - 1           | Sp. Villa Dolores                      | 2 - 0 | 1 - 1  |
| D     | S.U.E.T.R.A. (Perico)                 | 6 - 3           | San Francisco Bancario (Ledesma)       | 2 - 1 | 4 - 2  |
| D     | Villa Cubas                           | 3 - 4           | Central Argentino (La Banda)           | 3 - 1 | 0 - 3  |
| E     | Atl. Cerrillos                        | (3) 1 - 1 (2)   | Atl. Mitre                             | 1 - 1 | 0 - 0  |
| E     | Central Norte Argentino (Resistencia) | 1 - 2           | 17 de agosto (Clorinda)                | 1 - 2 | 0 - 0  |
| F     | Deportivo Libertad (Charata)          | 6 - 1           | Deportivo Alianza (Campo Largo)        | 1 - 0 | 5 - 1  |
| F     | Deportivo Comercio                    | (10) 3 - 3 (11) | Resistencia Central                    | 2 - 0 | 1 - 3  |
| G     | Social Tuyuti (Apóstoles)             | 2 - 5           | Deportivo Conselec                     | 2 - 2 | 0 - 3  |
| G     | Central Iguazú                        | 2 - 4           | Atl. Campo Grande                      | 0 - 2 | 2 - 2  |
| H     | Deportivo Barracas (Curuzú Cuatiá)    | 5 - 6           | Talleres (Federal)                     | 3 - 2 | 2 - 4  |
| H     | Sp. Barracas (Paso de los Libres)     | (5) 2 - 2 (4)   | Carlos Gallini (Santo Tomé)            | 2 - 1 | 0 - 1  |
| I     | Americano (Carlos Pellegrini)         | 3 - 1           | Argentino Quilmes (Rafaela)            | 1 - 1 | 2 - 0  |
| I     | Atlético Sauce (Colón)                | 4 - 6           | Unión Agrario (Cerrito)                | 3 - 2 | 1 - 4  |
| J     | Atlético Neuquén (Paraná)             | 2 - 8           | La Perla del Oeste (Recreo)            | 1 - 4 | 1 - 4  |
| J     | Sportivo Guadalupe (Santa Fe)         | 3 - 0           | Aprendises Casildenses                 | 1 - 0 | 2 - 0  |
| K     | Atlético San Basilio                  | 0 - 1           | Atlético Avellaneda                    | 0 - 1 | 0 - 0  |
| K     | Atlético Carlos Paz                   | (5) 1 - 1 (4)   | Atenas (Río IV)                        | 0 - 1 | 1 - 0  |
| L     | General Rojo (San Nicolas)            | (5) 4 - 4 (4)   | Compañía General (Salto)               | 4 - 1 | 0 - 3  |
| L     | Teodelina F. B. C.                    | 7 - 4           | Atlético San Jorge                     | 5 - 1 | 2 - 3  |
| LL    | Obras Sanitarias (Arrecifes)          | (4) 2 - 2 (2)   | Atlético Baradero                      | 1 - 2 | 1 - 0  |
| LL    | Belgrano (Zárate)                     | 0 - 4           | Las Palometas (Mercedes)               | 0 - 0 | 0 - 4  |
| M     | Atlético Argentino (Lincoln)          | 4 - 3           | Atlético Trenque Lauquen               | 2 - 3 | 2 - 0  |
| M     | Jorge Newbery (Junín)                 | 2 - 1           | Huracán (Saladillo)                    | 1 - 0 | 1 - 1  |
| N     | Independiente (Bolivar)               | 4 - 3           | Azul Athletic                          | 3 - 0 | 1 - 3  |
| N     | El Taladro (Las Flores)               | 0 - 2           | Atlético Chascomús                     | 0 - 1 | 0 - 1  |
| Ñ     | Amigos Unidos (Balcarce)              | (4) 2 - 2 (2)   | Atlético Villa Gesell                  | 1 - 2 | 1 - 0  |
| Ñ     | Rivadavia (Necochea)                  | 3 - 2           | Fortín Club (Pedro Luro)               | 2 - 1 | 1 - 1  |

#### Segunda fase de play-offs
| Llave | Local - Ida                       | Global        | Local - Vuelta                         | Ida   | Vuelta |
| ----- | --------------------------------- | ------------- | -------------------------------------- | ----- | ------ |
| A     | Estrella del Sur (Caleta Olivia)  | 5 - 1         | San Martín (Esquel)                    | 2 - 1 | 3 - 0  |
| B     | Ferro Carril Oeste (General Pico) | 2 - 3         | Ferro Carril Oeste (Intendente Alvear) | 0 - 1 | 2 - 2  |
| C     | Deportivo Maipú                   | 5 - 1         | San Buenaventura (Vichigasta)          | 2 - 0 | 3 - 1  |
| D     | S.U.E.T.R.A. (Perico)             | 1 - 6         | Central Argentino (La Banda)           | 0 - 3 | 1 - 3  |
| E     | Atlético Cerrillos                | 2 - 5         | 17 de agosto (Clorinda)                | 0 - 2 | 2 - 3  |
| F     | Deportivo Libertad (Charatá)      | (4) 3 - 3 (2) | Resistencia Central                    | 1 - 1 | 2 - 2  |
| G     | Deportivo Coselec (Montecarlo)    | (3) 2 - 2 (4) | Atlético Campo Grande                  | 2 - 1 | 0 - 1  |
| H     | Talleres (Federal)                | 3 - 1         | Sportivo Barracas (Paso de los Libres) | 1 - 2 | 2 - 0  |
| I     | Americano (Carlos Pellegrini)     | 6 - 4         | Unión Agrario (Cerrito)                | 3 - 2 | 3 - 2  |
| J     | La Perla del Oeste (Recreo)       | 4 - 3         | Sportivo Guadalupe                     | 2 - 1 | 2 - 2  |
| K     | Atlético Avellaneda (Córdoba)     | 3 - 2         | Atlético Carlos Paz                    | 2 - 1 | 1 - 1  |
| L     | General Rojo (San Nicolás)        | 1 - 2         | Teodelina F. B. C.                     | 1 - 0 | 0 - 2  |
| LL    | Obras Sanitarias (Arrecifes)      | (5) 0 - 0 (4) | Las Palometas (Mercedes)               | 0 - 0 | 0 - 0  |
| M     | Atlético Argentino (Pergamino)    | 1 - 3         | Jorge Newbery (Junin)                  | 1 - 2 | 0 - 1  |
| N     | Independiente (Bolívar)           | 1 - 4         | Atlético Chascomus                     | 1 - 0 | 0 - 4  |
| Ñ     | Rivadavia (Necochea)              | 7 - 3         | Amigos Unidos (Balcarce)               | 5 - 1 | 2 - 2  |

### Fase campeonato

#### Primer ascenso
Grupo A
| Local - Ida                      | Global         | Local - Vuelta                  | Ida   | Vuelta |
| -------------------------------- | -------------- | ------------------------------- | ----- | ------ |
| Estrella del Sur (Caleta Olivia) | 2 - 3          | Independiente (Río Gallegos)    | 2 - 1 | 0 - 2  |
| Tiro Federal (Bahía Blanca)      | 7 - 2          | Alumni (Puerto Madryn)          | 2 - 0 | 5 - 2  |
| Cruz del Sur (Bariloche)         | 0 - 10         | Independiente (Neuquén)         | 0 - 3 | 0 - 7  |
| Ferro Carril Oeste (Int. Alvear) | 7 - 2          | Atl. Macachín                   | 4 - 1 | 3 - 1  |
| Atl. y Progreso (Brandsen)       | 0 - 6          | Kimberley                       | 0 - 4 | 0 - 2  |
| Atlético Chascomús               | (9) 4 - 4 (10) | Deporte Sur (Florencio Varela)  | 3 - 2 | 1 - 2  |
| Rivadavia (Necochea)             | 4 - 8          | Independencia (González Chaves) | 3 - 2 | 1 - 6  |
| Independiente (Tandil)           | (2) 0 - 0 (4)  | Alumni Azuleño (Azul)           | 0 - 0 | 0 - 0  |

| Local - Ida                     | Global        | Local - Vuelta                 | Ida   | Vuelta |
| ------------------------------- | ------------- | ------------------------------ | ----- | ------ |
| Independiente (Río Gallegos)    | 2 - 12        | Tiro Federal (Bahía Blanca)    | 1 - 3 | 1 - 9  |
| Independiente (Neuquén)         | 11 - 1        | Ferro Carril Oeste (I. Alvear) | 6 - 1 | 5 - 0  |
| Kimberley                       | (4) 3 - 3 (2) | Deporte Sur (Florencio Varela) | 2 - 0 | 1 - 3  |
| Independencia (González Chaves) | 4 - 2         | Alumni Azuleño (Azul)          | 3 - 1 | 1 - 1  |

| Local - Ida                 | Global | Local - Vuelta                  | Ida   | Vuelta |
| --------------------------- | ------ | ------------------------------- | ----- | ------ |
| Tiro Federal (Bahía Blanca) | 1 - 3  | Independiente (Neuquén)         | 1 - 3 | 0 - 0  |
| Kimberley                   | 3 - 4  | Independencia (González Chaves) | 1 - 2 | 2 - 2  |

| Local - Ida             | Global | Local - Vuelta                 | Ida   | Vuelta |
| ----------------------- | ------ | ------------------------------ | ----- | ------ |
| Independiente (Neuquén) | 0 - 1  | Independencia (Gonzalo Chaves) | 0 - 0 | 0 - 1  |

Grupo D
| Local - Ida                           | Global        | Local - Vuelta                    | Ida   | Vuelta |
| ------------------------------------- | ------------- | --------------------------------- | ----- | ------ |
| Obras Sanitarias (Arrecifes)          | 1 - 8         | Rivadavia (Lincoln)               | 0 - 4 | 1 - 4  |
| Jorge Newbery (Junín)                 | (4) 3 - 3 (2) | Provincial F.C. (Pergamino)       | 2 - 1 | 1 - 2  |
| Atlético French                       | 7 - 5         | Carlos Calvo (Saladillo)          | 6 - 1 | 1 - 4  |
| Deportivo San Carlos (Cap. Sarmiento) | 2 - 1         | Independiente (Cascallares)       | 2 - 0 | 0 - 1  |
| Defensores del Oeste (San Luis)       | 1 - 5         | Atlético Palmira                  | 0 - 1 | 1 - 4  |
| Deportivo Guaymallén                  | 3 - 1         | Defensores de La Boca (La Rioja)  | 3 - 1 | 0 - 0  |
| Deportivo Maipú                       | (5) 3 - 3 (4) | Universitario (Córdoba)           | 1 - 2 | 2 - 1  |
| Atl. Avellaneda (Córdoba)             | 3 - 4         | Sportivo 9 de Julio (Río Tercero) | 1 - 0 | 2 - 4  |

| Local - Ida         | Global        | Local - Vuelta                        | Ida   | Vuelta |
| ------------------- | ------------- | ------------------------------------- | ----- | ------ |
| Rivadavia (Lincoln) | 4 - 3         | Jorge Newbery (Junín)                 | 2 - 1 | 2 - 2  |
| Atlético French     | (4) 2 - 2 (5) | Deportivo San Carlos (Cap. Sarmiento) | 1 - 1 | 1 - 1  |
| Atlético Palmira    | 0 - 1         | Deportivo Guaymallén                  | 0 - 0 | 0 - 1  |
| Deportivo Maipú     | 6 - 1         | Sportivo 9 de Julio (Río Tercero)     | 3 - 0 | 3 - 1  |

| Local - Ida          | Global | Local - Vuelta                        | Ida   | Vuelta |
| -------------------- | ------ | ------------------------------------- | ----- | ------ |
| Rivadavia (Lincoln)  | 2 - 1  | Deportivo San Carlos (Cap. Sarmiento) | 1 - 1 | 1 - 0  |
| Deportivo Guaymallén | 3 - 0  | Deportivo Maipú                       | 3 - 0 | 0 - 0  |

| Local - Ida          | Global | Local - Vuelta      | Ida   | Vuelta |
| -------------------- | ------ | ------------------- | ----- | ------ |
| Deportivo Guaymallen | 0 - 2  | Rivadavia (Lincoln) | 0 - 0 | 0 - 2  |

##### Final
| Local - Ida                                                                                  | Global | Local - Vuelta      | Ida   | Vuelta |
| -------------------------------------------------------------------------------------------- | ------ | ------------------- | ----- | ------ |
| Independencia (González Chaves)                                                              | 2 - 5  | Rivadavia (Lincoln) | 2 - 1 | 0 - 4  |
| Rivadavia ascendió al Torneo Argentino B y tuvo la chance de ascender al Torneo Argentino A. |        |                     |       |        |

#### Segundo ascenso
Grupo B
| Local - Ida                             | Global | Local - Vuelta               | Ida   | Vuelta |
| --------------------------------------- | ------ | ---------------------------- | ----- | ------ |
| Ingenio Marapa (Juan B. Alberdi)        | 3 - 1  | San Luis (Belén)             | 1 - 0 | 2 - 1  |
| Central Argentino (La Banda)            | 1 - 2  | San Ramón (Villa Quinteros)  | 0 - 0 | 1 - 2  |
| Atlético Cuyaya                         | 5 - 6  | Independiente (H. Yrigoyen)  | 2 - 2 | 3 - 4  |
| General Güemes (Rosario de la Frontera) | 4 - 1  | Gral. San Martín (Salta)     | 1 - 0 | 3 - 1  |
| Chacra 8                                | 9 - 0  | Atlético Charatá             | 6 - 0 | 3 - 0  |
| 17 de agosto (Clorinda)                 | 3 - 1  | Defensa y Justicia (Formosa) | 0 - 0 | 3 - 1  |
| Deportivo Libertad (Charatá)            | 0 - 8  | Crucero del Norte            | 0 - 4 | 0 - 4  |
| Atlético Campo Grande                   | 0 - 3  | Jorge Gibson Brown           | 0 - 2 | 0 - 1  |

| Local - Ida                      | Global        | Local - Vuelta                          | Ida   | Vuelta |
| -------------------------------- | ------------- | --------------------------------------- | ----- | ------ |
| Ingenio Marapa (Juan B. Alberdi) | 0 - 2         | San Ramón (Villa Quinteros)             | 0 - 2 | 0 - 0  |
| Independiente (H. Yrigoyen)      | 5 - 6         | General Güemes (Rosario de la Frontera) | 3 - 1 | 1 - 5  |
| Chacra 8                         | (4) 4 - 4 (5) | 17 de agosto (Clorinda)                 | 3 - 2 | 1 - 2  |
| Crucero del Norte                | 2 - 1         | Jorge Gibson Brown                      | 1 - 1 | 1 - 0  |

| Local - Ida                 | Global        | Local - Vuelta                          | Ida   | Vuelta |
| --------------------------- | ------------- | --------------------------------------- | ----- | ------ |
| San Ramón (Villa Quinteros) | (1) 2 - 2 (4) | General Güemes (Rosario de la Frontera) | 2 - 1 | 0 - 1  |
| 17 de agosto (Clorinda)     | (4) 2 - 2 (5) | Crucero del Norte                       | 1 - 1 | 1 - 1  |

| Local - Ida       | Global | Local - Vuelta                          | Ida   | Vuelta |
| ----------------- | ------ | --------------------------------------- | ----- | ------ |
| Crucero del Norte | 3 - 2  | General Güemes (Rosario de la Frontera) | 2 - 1 | 1 - 1  |

Grupo C
| Local - Ida                                | Global        | Local - Vuelta                      | Ida   | Vuelta |
| ------------------------------------------ | ------------- | ----------------------------------- | ----- | ------ |
| Crisol de San Martín (Gob. Virasoro)       | 2 - 4         | Huracán (Corrientes)                | 1 - 1 | 1 - 3  |
| Talleres (Federal)                         | 1 - 3         | Atlético Paraná                     | 1 - 1 | 0 - 2  |
| Deportivo Puente Seco (Paso de los Libres) | (4) 2 - 2 (1) | Deportivo Las Heras (Concordia)     | 2 - 0 | 0 - 2  |
| Ocampo Fabrica (Villa Ocampo)              | 4 - 5         | Sportivo Pampa (Pampa del Infierno) | 4 - 3 | 0 - 2  |
| Americano (Carlos Pellegrini)              | 0 - 4         | La Perla del Oeste (Recreo)         | 0 - 2 | 0 - 2  |
| Complejo Deportivo (Justiniano Posse)      | 2 - 4         | 9 de Julio (Morteros)               | 2 - 1 | 0 - 3  |
| Teodelina F.C.                             | 0 - 3         | Real Arroyo Seco                    | 0 - 1 | 0 - 2  |
| Ferrocarril del Estado (Rafaela)           | 1 - 4         | Sportivo Rivadavia (Venado Tuerto)  | 1 - 1 | 0 - 3  |

| Local - Ida                                | Global        | Local - Vuelta                      | Ida   | Vuelta |
| ------------------------------------------ | ------------- | ----------------------------------- | ----- | ------ |
| Huracán (Corrientes)                       | 1 - 2         | Atlético Paraná                     | 1 - 1 | 0 - 1  |
| Deportivo Puente Seco (Paso de los Libres) | (6) 2 - 2 (7) | Sportivo Pampa (Pampa del Infierno) | 1 - 0 | 1 - 2  |
| La Perla del Oeste (Recreo)                | 1 - 2         | 9 de Julio (Morteros)               | 1 - 1 | 0 - 1  |
| Real Arroyo Seco                           | (4) 3 - 3 (3) | Sportivo Rivadavia (Venado Tuerto)  | 3 - 1 | 0 - 2  |

| Local - Ida           | Global        | Local - Vuelta                      | Ida   | Vuelta |
| --------------------- | ------------- | ----------------------------------- | ----- | ------ |
| Atlético Paraná       | 3 - 0         | Sportivo Pampa (Pampa del Infierno) | 1 - 0 | 2 - 0  |
| 9 de Julio (Morteros) | (2) 3 - 3 (4) | Real Arroyo Seco                    | 3 - 1 | 0 - 2  |

| Local - Ida      | Global | Local - Vuelta  | Ida   | Vuelta |
| ---------------- | ------ | --------------- | ----- | ------ |
| Real Arroyo Seco | 5 - 1  | Atlético Paraná | 4 - 1 | 1 - 0  |

##### Final
| Local - Ida                                                                                         | Global | Local - Vuelta   | Ida   | Vuelta |
| --------------------------------------------------------------------------------------------------- | ------ | ---------------- | ----- | ------ |
| Crucero del Norte (Posadas)                                                                         | 1 - 2  | Real Arroyo Seco | 1 - 1 | 0 - 1  |
| Real Arroyo Seco ascendió al Torneo Argentino B y tuvo la chance de ascender al Torneo Argentino A. |        |                  |       |        |

## Promociones

### Promociones con el Torneo Argentino A
Primera ronda de ascensos al Torneo Argentino A
Esta serie de promoción la disputaron los equipos ganadores del actual TDI y los perdedores de las finales del Torneo Argentino B 04/05 (Huracán de Comodoro Rivadavia y Sportivo Patria) y otorgó dos ascensos al Torneo Argentino A.
| Rivadavia (Lincoln)                                          | 3 - 2 | Huracán (CR)        | 25 de mayo de 2005 |
| Huracán (CR)                                                 | 2 - 0 | Rivadavia (Lincoln) | 29 de mayo de 2005 |
| Huracán asciende al Torneo Argentino A con un global de 4-3. |       |                     |                    |

| Real Arroyo Seco                                                     | 4 - 4 | Sportivo Patria (Formosa) | 25 de mayo de 2005 |
| Sportivo Patria (Formosa)                                            | 1 - 0 | Real Arroyo Seco          | 29 de mayo de 2005 |
| Sportivo Patria asciende al Torneo Argentino A con un global de 5-4. |       |                           |                    |

Segunda ronda de ascensos al Torneo Argentino A
Esta serie de promoción la disputaron los equipos perdedores de la fase anterior, equipos provenientes del Torneo Argentino B 04/05 (Sportivo Belgrano y Juventud de Pergamino) y del Torneo Argentino A (Independiente Rivadavia y Gimnasia y Esgrima de Concepción del Uruguay) ; y otorgó la posibilidad de tres ascensos al Torneo Argentino A.
Se disputó a tres fases, donde en la primera se enfrentaron los equipos perdedores de la anterior fase; y dos equipos provenientes del Torneo Argentino B. Los equipos ganadores avanzaron de fase.

En la segunda fase se sumaron los equipos que debían disputar la promoción provenientes del Argentino A. Los ganadores ascendían o se mantenían en el Torneo Argentino A. Los perdedores disputaban una eliminatoria más para definir otro ascenso al TAA.
Primera fase
| Rivadavia (Lincoln)                                               | 0 - 0 | Real Arroyo Seco    | 4 de junio de 2005  |
| Real Arroyo Seco                                                  | 2 - 0 | Rivadavia (Lincoln) | 12 de junio de 2005 |
| Real Arroyo Seco avanza a la siguiente fase con un global de 2-0. |       |                     |                     |

| Sportivo Belgrano                                              | 2 - 1         | Juventud (Pergamino) | 5 de junio de 2005  |
| Juventud (Pergamino)                                           | (4) 1 - 0 (2) | Sportivo Belgrano    | 12 de junio de 2005 |
| Juventud avanza a la siguiente fase por penales (4) 2 - 2 (2). |               |                      |                     |

Segunda fase
| Juventud (Pergamino)                                                               | 0 - 1 | Independiente Rivadavia | 19 de junio de 2005 |
| Independiente Rivadavia                                                            | 3 - 0 | Juventud (Pergamino)    | 26 de junio de 2005 |
| Independiente Rivadavia se mantiene en el Torneo Argentino A con un global de 4-0. |       |                         |                     |

| Real Arroyo Seco                                                                | 0 - 1 | Gimnasia y Esgrima (CdU) | 19 de junio de 2005 |
| Gimnasia y Esgrima (CdU)                                                        | 0 - 0 | Real Arroyo Seco         | 3 de julio de 2005  |
| Gimnasia y Esgrima se mantiene en el Torneo Argentino A con un global de 1 - 0. |       |                          |                     |

Tercera fase
Integrada por los perdedores de la anterior fase; determinó un ascenso más al Torneo Argentino A.
| Real Arroyo Seco                                                | 3 - 2 | Juventud (Pergamino) | 10 de julio de 2005 |
| Juventud (Pergamino)                                            | 3 - 0 | Real Arroyo Seco     | 17 de julio de 2005 |
| Juventud asciende al Torneo Argentino A con un global de 5 - 3. |       |                      |                     |

### Promociones con el Torneo Argentino B
Integrada por los finalistas del TDI y los equipos que debían disputar la promoción provenientes del TAB.

Se jugaron series entre un equipo del T.D.I. y uno del T.A.B. donde resultaba ganador el equipo con más cantidad de puntos o con mayor diferencia de gol. Cabe destacar que en caso de empate en puntos y diferencia de gol, el equipo de la división superior poseía ventaja deportiva y automáticamente ganaba la serie.
| Crucero del Norte                                                           | 1 - 1         | Independiente (La Rioja) | 29 de mayo de 2005 |
| Independiente (La Rioja)                                                    | (1) 1 - 1 (2) | Crucero del Norte        | 5 de junio de 2005 |
| Crucero del Norte asciende al Torneo Argentino B por penales (1) 2 - 2 (2). |               |                          |                    |

| Independencia                                                            | 0 - 4 | Central Córdoba (SdE) | 29 de mayo de 2005 |
| Central Córdoba (SdE)                                                    | 3 - 1 | Independencia         | 5 de junio de 2005 |
| Central Córdoba permanece en el Torneo Argentino B con un global de 7-1. |       |                       |                    |